# Noor Alam
Noor Alam (ur. 5 grudnia 1929 w Talagang, zm. 30 czerwca 2003) – pakistański hokeista na trawie. Dwukrotny medalista olimpijski.
Grał w linii ataku jako skrzydłowy. Brał udział w dwóch igrzyskach olimpijskich (IO 56, IO 60), na obu zdobywając medale: złoto w 1960 i srebro cztery lata wcześniej. Wystąpił ogółem w 11 olimpijskich spotkaniach strzelając dwie bramki. W reprezentacji Pakistanu w latach 1956–1962 rozegrał 42 spotkania, w których zdobył 8 bramek.
Zdobywał złote medale Igrzysk Azjatyckich 1958 i Igrzysk Azjatyckich 1962.